# Войналович Андрій Валерійович
Андрій Валерійович Войналович (нар. 11 грудня 1999, Київ) — український баскетболіст. Виступає на позиції важкого форварда, за «Прометей» та збірну України.

## Кар'єра

### Хімік (2017—2021)
Уродженець Києва Войналович перші кроки почав робити в «Хіміку» з Южного з яким він дебютував у Українській баскетбольній Суперлізі.
Провів чотири сезони «Хімік» відігрві 117 матчів за клуб.
В сезоні 2018—2019 здобув золоті медалі Суперліги, провів 38 матчів в середньому за гру набирав 3,8 очка при 1,9 підбирання.
Сезон 2019—2020 Андрій провів в статусі резервіста, у середньому за матч приносив «Хіміку» 3,8 очка при 3,1 підбирання. Допоміг «Хіміку» здобути Кубок України. У березні 2020 року Войналовича було визнано найкращим молодим гравцем сезону в Суперліги.
Останній сезон в складі «Хіміка» стає найбільш продуктивним для гравця. Андрій став ключовим гравцем команди, провів усі матчі команди, в середньому набравши 9,8 очка при 3,1 підбирання.

### Київ-Баскет/Валмієри (2021—2022)
23 вересня Андрій підписує контракт з «Київ-Баскетом», ставши лідером команди. Допомагає виступати «Київ-Баскету» в трох турнірах, Суперлізі, Кубоку України також на міжнародні арені на Кубок Європи ФІБА. У складі київського клубу в українській Суперлізі Войналович у 22 матчах за 22.3 хвилини набирав 5.6 очка та робив 2.5 підбирання.
З лютого 2022 року захищав кольори латвійської «Валмієри», набираючи в матчах Латвійсько-естонської ліги 14.8 очка та 5.6 підбирання за 27 хвилин.

### Тарту Улікоол (2022—2023)
У сезоні 2022—2023 виступатиме у складі естонського клубу «Тарту», який виступає Латвійсько-естонській лізі та чемпіонаті Естонії. У складі провів 33 матчі Латвійсько-естонській баскетбольній лізі за 25.7 хвилини набирав 16.5 очка, 4.7 підбирання та 1.3 передачі при 33.3 % реалізації триочкових та 60.4 % двоочкових. Здобув бронзові медаль Латвійсько-естонської баскетбольної ліги, також здобув срібні медалі чемпіонату Естонії.

### Прометей (2023–до тепер)
30 травня 2023 року Андрій підписав контракт «Прометеєм» з латвійсько-естонської баскетбольної ліги.

## Виступи за збірну
Андрій пройшов усі вікові категорії збірних. Виклик в збірну U 16 отримав в 2015 році на Чемпіонат Європи FIBA U16. 2018 отримав виклик в збірну U 18 на Чемпіонат Європи U18, провів 7 матчів в середньому набравши 9.1 очки, 3.9 підбираннь.
В 2021 році отримав виклик в збірну України, на матчі кваліфікації до Євробаскет 2022. Дебютував в матчі проти збірної Словенії.

## Досягнення

### Україна
- Чемпіони України: 2018–2019.

- Бронзовий призер  України:2017–2018.

- Фіналіст Кубку України:2017-2018.

### Естонія
- Бронзовий призер Естонської ліги : 2022—2023.

### Міжнародні
- Бронзовий призер Латвійсько-естонської баскетбольної ліги: 2022—2023.

### Індивідуальні нагороди
- Кращий молодий гравець Суперлiги України сезону 2019—2020.